# Nosatsu Junkie
Pour les articles homonymes, voir Junkie.
Nosatsu Junkie (悩殺ジャンキー) est un manga shōjo de Ryōko Fukuyama.

## Résumé
Nosatsu Junkie raconte l'histoire d'une jeune fille de 14 ans qui s'appelle Naka Kaburagi. C'est une jeune mannequin qui n'a pas vraiment de succès, en effet sur les 19 castings qu'elle a passés, elle en a raté 19. Mais un jour elle rencontre Umi, le mannequin vedette du moment, et elle découvre par hasard que c'est un garçon. Pour acheter son silence, il la choisit pour devenir sa partenaire pour le contrat Junk. Au fil du temps, plein de choses vont se passer et Umi aura de plus en plus du mal à cacher sa véritable identité et ses sentiments pour Naka.

## Personnages principaux
- Naka Kaburagi : Jeune mannequin de 14 ans qui à chaque fois qu'elle est stressée, fait une tête de psychopathe. Mais au fil du temps, elle aura beaucoup plus de facilité à faire de belle photos.
- Umi Kajiwara : Mannequin vedette du moment. En réalité, c'est un garçon. Au fils des tomes, il aura de plus en plus du mal à cacher sa vraie nature et ses sentiments pour Naka, ce qui met en péril sa carrière de mannequin féminin.
- Tsutsumi Ikue : Jeune photographe de 17 ans qui rencontre Umi et Naka lors d'un casting télévisé. Il semble très intéressé par Naka et fait tout pour qu'Umi et elle soient séparés.

## Manga
- Tome 1 : Un jeune modèle, Naka Kaburagi, a déjà passé 19 castings et subi 19 échecs ! Comment ne pas se poser de questions quand elle est choisie pour incarner l'image de la marque à succès JUNK aux côtés d'Umi, mannequin vedette courtisée de tous ? Sous ses atours de princesse, Umi cache un bien étonnant secret...

- Tome 2 : Le duo Naka face de cauchemar et Umi visage d'ange fait des étincelles dans le monde de la mode ! Mais le photographe Tsutsumi essaye de les séparer et de s'attirer les faveurs de Naka.

Notre duo saura-t-il résister à la pression ?!
- Tome 3 : À force de persévérance, Naka et Umi ont réussi à sauver le contrat JUNK pour le compte de l'agence BOOM ! Nos amis ont également obtenu une invitation pour la grande soirée de lancement d'une nouvelle marque du groupe JUNK : KNOCKS. Mais Umi est extrêmement perturbé car cacher son amour pour Naka devient de plus en plus difficile... Sans compter que sa carrière de mannequin féminin risque d'être compromise !

- Tome 4 : Naka a enfin pris conscience de son amour pour Umi, mais elle ne sait plus du tout comment l'aborder. C'est dans cette situation tendue que naît un doute sur l'identité d'Umi dans leur entourage... Et Tsutsumi profite de l'inattention de Naka pour l'embrasser sous les yeux de son partenaire !!

- Tome 5 : Naka est en proie aux doutes : son voyage à Okinawa pour servir de modèle à Tsutsumi se transforme en une terrible épreuve ! Déjà très ébranlé par la brusque déclaration d'amour du jeune photographe, la jeune fille aperçoit pour la première fois à la télévision le visage de Mihane, la toute nouvelle partenaire d'Umi...

- Tome 6 : C'est la panique pour Naka : Umi a décidé de s'inviter dans sa chambre d'hôtel ! Rongé par la jalousie, le jeune homme ne parvient pas à demander à l'élue de son cœur des explications au sujet de Tsutsumi... La cohabitation ne va pas être de tout repos.

- Tome 7 : Umi prend très au sérieux la déclaration de guerre de Tsutsumi qui menace de lui arracher Naka. Le jeune homme est pris de terreur à l'idée de perdre sa précieuse compagne et compte tout faire pour l'éviter ! Lorsque les prédictions de l'irritant photographe semblent se concrétiser au cours de la dernière phase du casting de Juen, Umi doit se rendre à l'évidence : le pire de ses cauchemars est sur le point de se réaliser !